# S/y Gemini
Gemini – polski jacht regatowy, port macierzysty Kołobrzeg, numer rejestracyjny (na żaglu) POL-44

## Historia i rejsy
Pierwszy polski jacht hi-tech klasy One Ton, wybudowany z inicjatywy Romana Paszke. Był pierwszą pełnomorską jednostką regatową w Polsce, której kadłub został wykonany z włókien węglowych. Obecnie jest własnością Andrzeja Piotrowskiego i stacjonuje na Karaibach lub na Azorach.
Na przełomie lat 1998–99 Piotrowski zorganizował i wziął udział jako skiper w rejsie jachtu Gemini z Gdyni do Stanów Zjednoczonych. Pierwszy etap prowadził z Gdyni przez Bałtyk-Morze Północne-Kanał Angielski-Zatokę Biskajską-Atlantyk do Vilamoura w południowej Portugalii. Trwał od 4 lipca do 24 sierpnia. Drugi etap rozpoczął się 7 grudnia w Vilamoura i prowadził przez Atlantyk - Barbados - Morze Karaibskie do St. Petersburga na Florydzie, gdzie jacht zacumował 19 maja 1999 roku. (8,240 Mm).
W 1999 r. jacht Gemini wziął udział w regatach Chicago – Mackinac. Był to pierwszy w historii tych regat start jachtu zbudowanego w Polsce i płynącego pod polską banderą.

### Dane podstawowe
Typ jachtu: regatowy klasy One Ton, slup o kadłubie z włókna węglowego i żywicy epoksydowej, przekładkowy. Silnik pomocniczy Volvo Penta o mocy 28 KW.
Wymiary:
- długość całkowita 40 stóp (11,99 m)
- szerokość 12,71 stóp (3,89 m)
- zanurzenie 6,83 stóp (2,10 m)
- pow. ożaglowania 74 m kw. (bez spinakera)